# Sandra Korzeniak
Sandra Klaudia Korzeniak (ur. 23 września 1976 w Krakowie) – polska aktorka teatralna i filmowa.

## Życiorys
Ukończyła studia na Wydziale Aktorskim Państwowej Wyższej Szkoły Teatralnej w Krakowie. W latach 2000–2008 występowała na deskach Starego Teatru w Krakowie. Od 2008 pracuje w Teatrze Dramatycznym im. Gustawa Holoubka w Warszawie. Jest laureatką Paszportu Polityki za rok 2009 za rolę Marilyn Monroe w spektaklu Persona. Tryptyk/Marilyn, w reżyserii Krystiana Lupy. Za tę rolę otrzymała także nagrodę Feliksa Warszawskiego i wyróżnienie na XVI Ogólnopolskim Konkursie na Wystawienie Polskiej Sztuki Współczesnej.
Była nagradzana także za rolę Nadii w sztuce Polaroidy Marka Ravenhilla (reż. Michał Kotański).

## Filmografia
- 2005: Magda M. jako Lilka (odc. 2, 4 i 13)
- 2006: Na dobre i na złe jako Ela Nowaczyk (odc. 251)
- 2009: Lato
- 2010: Glasgow jako matka Damiana
- 2010: Z miłości
- 2013: Pornos jako prostytutka
- 2014: SąsiadySąsiady jako sąsiadka ze snami
- 2014: Całe mnóstwo miłości jako sąsiadka Łukasza
- 2015: Hiszpanka jako pani Malicka
- 2016: Mira jako Ewa
- 2016: Las jako Dziewczynka
- 2017: Niewidzialne jako Szwaczka III
- 2017: Dziura w głowie
- 2018: 1983 jako Dozorczyni willi (odc. 4)
- 2019: Jaskinia żółwi
- 2020: Tarapaty 2 jako Dwukolorowa
- 2021: Żeby nie było śladów jako Barbara Sadowska
- 2021: Gęś jako Małgorzata
- 2021: Na dobre i na złe jako Gośka (odc. 821)
- 2021–2022: Skazana jako Jadwiga Kostrzewa, była zakonnica Wiktoria
- 2022: Behawiorysta jako terapeutka Brygidy
- 2023: Mój agent jako Beata Ferens-Johnson, dyrektorka festiwalu w Gdyni (odc. 12)
- 2023: #BringBackAlice jako psychoterapeutka Milena
- 2023: Zielona granica jako lekarka w szpitalu